# Kvarteret Olof
Kvarteret Olov i Ronneby ansluter till det medeltida gatunätet i norr och 1864 års rutnätsplan i söder medan hela det historiska kvarteret tillsammans med den västra delen av innerstaden omfattas av fornlämningen RAÄ Ronneby 214:1, som utgör den medeltida stadens utsträckning. Några år efter stadsbranden började handeln i kvarterets bottenvåningar bli omfattande och 1895 var kvarteret fullbebyggt av bostadshus med handelslokaler i bottenvåningarna och packhus med uppställningsplats för torghandlarnas hästar på innergården. Det är från denna tid som Karlskronagatan får sin plats som handelsstråk i staden. 
År 1930 etableras en bensinstation av märket Nafta, senare Gulf, vid Kungsgatan i kvarterets norra del. Och 1936 byggs stora delar av husen i kvarterets södra del om i funktionalistisk arkitektur med putsade fasader och flacka takvinklar. Delar av den ursprungliga bebyggelsen finns kvar under 30-talsfasaden och det är i denna del av kvarteret på andra våningen som konditori Fenix kommer att förse Ronnebyborna med konditorivaror fram till 1960-talets slut. Fenix var dock inte först på plats då Ronneby utan redan 1864 fanns café i kvarteret och 1942 beviljades ”Café lillstugan” bygglov i kvarteret. 
År 1970 byggdes stadens andra EPA-varuhus på fastigheten Olov 5 i kvarterets norra del där bland annat bensinstationen Nafta tidigare legat. Det nya varuhuset fick en betydande estetisk inverkan på stadsbilden då det upptar hela kvarterets norra del och dessutom dominerar i höjd och fasadutformning. Med varuhuset kom också en nyhet i staden, ett parkeringsdäck uppe på byggnadens tak med bilramp från Prinsgatan.